# Odo Pařížský
Odo Pařížský francouzsky Eudes (po r. 860 – 1. leden 898) byl první západofranský král (888–898) z dynastie Robertovců, syn hraběte Roberta Silného a jeho druhé ženy Adély z Tours. Měl mladšího bratra Roberta I. Francouzského, který se narodil po otcově smrti v roce 866.
Odo se proslavil především tím, že uhájil Paříž před nájezdy Vikingů. To mělo význam pro budoucí vývoj regionu, kdy se vikinští nájezdníci usadili v Normandii a Robertovci se o století později stali zakladateli francouzského království.

## Život
Po otcově smrti Odo zdědil titul markýze z Neustrie, o který sice přišel roku 895, když jej král Karel II. Holý udělil jeho nevlastnímu bratrovi opatu Hugovi, ale získal ho zpět po Hugově smrti. Za bezvládí v letech 890–894 držel post hraběte pařížského.
Odo byl ženatý s Théodratou z Troyes s níž měl dva syny, Arnulfa a Guye, kteří oba zemřeli, ještě než dosáhli dospělosti. Díky tomu, že úspěšně odolával Vikingům při obléhání Paříže, si západní Frankové po sesazení Karla Tlustého zvolili Oda za svého krále. Korunován byl v Compiègne v únoru 888. Byl jmenován opatem laikem několika opatství. 
Odo využíval jen absolutní panovnický titul „Odo rex“, bez označení etnické oblasti, nepochybně se však považoval za krále samostatné západofranské říše a ctil její tradice. Země byla vnitřně i navenek konstituována verdunskou smlouvou o rozdělení říše (srpen 843) a smlouvou o vládě z Coulaines (listopad 843). Podle lothringijského kronikáře to byly „národy Galie“, které v roce 888 zvolily Oda za krále, řezenský pokračovatel fuldských análů k roce 895 poznamenává, že na schůzku s Arnolfem přijel do Wormsu Odo rex Galliae.
Coby král Odo pokračoval v boji proti Vikingům a porazil je u Montfauconu. Brzy se též zapletl do bojů s mocnými šlechtici, kteří podporovali v nároku na franský trůn Karla III. Aby získal prestiž a podporu, Odo složil slib věrnosti východofranskému králi Arnulfovi. Ale 894 Arnulf podpořil Karla III. a po konfliktu, který trval tři roky, byl Odo přinucen smířit se se svým rivalem a přenechat mu území severně od řeky Seiny.
Odo zemřel v La Fère 1. ledna 898 a novým králem se stal Karel III. Roku 922 byl po vzpouře šlechty proti Karlovi dosazen na trůn Odův mladší bratr Robert, který ale brzy v roce 923 zahynul v bitvě. Robertův vnuk Hugo Kapet se po vymření Karlovců stal západofranským králem a založil dynastii Kapetovců.

## Ustanovení králem v datech
- 29. 2. 888 – volba a povýšení na krále v St. Corneille de Compiégne
- srpen 888 – setkání s králem Arnulfem ve Wormsu
- 13. 11. 888 – nová korunovace v Remeši korunou zaslanou králem Arnulfem
- 889 – Odo uznán Ramnulfem II. z Poitiers
- 28. 1. 893 – korunovace Karla III. v Remeši, k níž dal popud remešský arcibiskup Fulko
- květen 895 – další setkání s králem Arnulfem ve Wormsu
- 897 – územní vypořádání s Karlem III.